# Rajula
Rajula é uma cidade e um município no distrito de Amreli, no estado indiano de Gujarat.

## Geografia
Rajula está localizada a 21° 03′ N, 71° 26′ L. Tem uma altitude média de 41 metros (134 pés).

## Demografia
Segundo o censo de 2001, Rajula tinha uma população de 32 393 habitantes. Os indivíduos do sexo masculino constituem 51% da população e os do sexo feminino 49%. Rajula tem uma taxa de literacia de 64%, superior à média nacional de 59,5%: a literacia no sexo masculino é de 72% e no sexo feminino é de 55%. Em Rajula, 15% da população está abaixo dos 6 anos de idade.